# Аутагейми
Округ Аутаге́йми (англ. Outagamie County) располагается в штате Висконсин, США. Официально образован в 1850 году. По состоянию на 2010 год, численность населения составляла 176 695 человек.

## География
По данным Бюро переписи США, общая площадь округа равняется 1670,552 км2, из которых 1652,422 км2 суша и 18,130 км2 или 1,100 % это водоёмы.

## Население
По данным переписи населения 2000 года в округе проживает 160 971 жителей в составе 60 530 домашних хозяйств и 42 189 семей. Плотность населения составляет 97,00 человек на км2. На территории округа насчитывается 62 614 жилых строений, при плотности застройки около 38,00-ми строений на км2. Расовый состав населения: белые — 93,87 %, афроамериканцы — 0,54 %, коренные американцы (индейцы) — 1,54 %, азиаты — 2,23 %, гавайцы — 0,03 %, представители других рас — 0,81 %, представители двух или более рас — 0,98 %. Испаноязычные составляли 1,99 % населения независимо от расы.
В составе 36,00 % из общего числа домашних хозяйств проживают дети в возрасте до 18 лет, 58,90 % домашних хозяйств представляют собой супружеские пары проживающие вместе, 7,60 % домашних хозяйств представляют собой одиноких женщин без супруга, 30,30 % домашних хозяйств не имеют отношения к семьям, 24,20 % домашних хозяйств состоят из одного человека, 8,40 % домашних хозяйств состоят из престарелых (65 лет и старше), проживающих в одиночестве. Средний размер домашнего хозяйства составляет 2,61 человека, и средний размер семьи 3,14 человека.
Возрастной состав округа: 27,70 % моложе 18 лет, 8,90 % от 18 до 24, 31,90 % от 25 до 44, 20,70 % от 45 до 64 и 10,90 % от 65 и старше. Средний возраст жителя округа 34 года. На каждые 100 женщин приходится 99,50 мужчин. На каждые 100 женщин старше 18 лет приходится 96,90 мужчин.